# 聂剑光
聶劍光（1711年—1796年），名鈫，泰安（山東省泰安市）人。
早年曾任泰安府吏，不久離去。劍光刻意史乘，“有泉石癖，摩挲金石，穷老不倦”。乾隆二十五年（1760年）參與《泰安县志》的编纂工作。與刘其旋交游，“每同攀幽跻险、探稽往躅”，遍覽泰山等名勝，「窮山水幽阻處，採古今金石文，」以三十年的歲月，用心撰述，其間凡四易其稿，著成《泰山道裡記》四萬餘字，全書「以路為綱」，「以山之脈胳為文之脈絡」，「由近及遠，由正路以及四隅，較若列眉」，記載了泰山、岱東、岱西、徂徠、靈巖、琨瑞等十二支脈，考證謹嚴，立論不拘古人，時有創見。乾隆四十年（1775年）正月姚鼐為《泰山道里記》作序。是年由杏雨山堂刊行。錢大昕稱其文「質而不俚，簡而不漏，洵志乘之佳者」（《泰山道里記序》）。尚有《泰山金石考》一书。